# C/2006 W3
C/2006 W3 Christensen é um cometa não periódico descoberto em 18 de novembro de 2006 por Eric Christensen do Catalina Sky Survey no norte de Tucson.